# Pavel Nyikolajevics Atman
Pavel Nyikolajevics Atman (oroszul: Павел Николаевич Атьман; Volgográd, 1987. május 25. –) orosz válogatott kézilabdázó, a Szpartak Moszkva balátlövője.

## Pályafutása

### Klubcsapatban
Szülővárosában kezdett kézilabdázni, a Kaustik Volgográd színeiben, ahol öt évet töltött el. 2010-ben a fehérorosz Dinama Minszk játékosa lett, ahol bemutatkozhatott a Bajnokok Ligájában is. Első szezonjában tíz mérkőzésen 63 gólt szerzett a legrangosabb európai kupasorozatban. 2013 nyaráig volt a klub játékosa, majd hazatért és a Csehovszkije Medvegyiben folytatta pályafutását. A klubnak anyagi nehézségei voltak, így pár hónapot követően több játékoshoz hasonlóan Atman is távozott, és aláírt a macedón Metalurg Szkopjéhez. 2015 nyaráig szóló szerződést írt alá a csapattal, amellyel első idényében bajnoki címet nyert és bejutott a Bajnokok Ligája negyeddöntőjébe is a Metalurggal, ott azonban a német THW Kiel 65–47-es összesítéssel búcsúztatta csapatát. Miután a macedón együttesnek is anyagi gondjai támadtak, Atman a 2014-2015-ös idény előtt a katari el-Dzsaishoz igazolt. 2015 júliusában két éves szerződést írt alá a fehérorosz Meskov Breszttel. Fehérorosz bajnok és kupagyőztes lett a csapattal, majd 2017 nyarán a német Bundesligában szereplő TSV Hannover-Burgdorf igazolta le. Két idényt töltött az csapatnál, 2019 nyarán a macedón Vardar Szkopje szerződtette, azonban mivel a csapatnak pénzügyi gondjai voltak, Atman 2020 februárjában felbontotta szerződését a Bajnokok Ligája címvédőjével, és hazájában, a Szpartak Moszkvában folytatta pályafutását.

### A válogatottban
Az orosz válogatottban 2008-ban mutatkozott be, 118 mérkőzésen 234 alkalommal talált az ellenfelek kapujába. Négy világbajnokságon, és három Európa-bajnokságon szerepelt a nemzeti csapattal. 